# Sistema nervioso y órganos de los sentidos de los mamíferos

## Sistema nervioso
Si bien, las diferencias son notables entre el cerebro de un monotrema y el de un delfínido o un primate antropomorfo, en general, la masa cerebral de todos los mamíferos presentan una complejidad y un grado de desarrollo que no tiene comparación en el reino animal. A medida que avanzamos dentro de la clase hacia especies más evolucionadas, la corteza cerebral o substancia gris, considerada la parte noble del cerebro incrementa su volumen, a la vez que lo hace el número y complejidad de sus circunvoluciones. El volumen del cerebelo es también mayor en los mamíferos.
La actividad psíquica de los mamíferos es muy superior a la del resto de los animales, y en las especies más evolucionadas se aprecian rasgos de memoria e incluso de inteligencia.

### Sistema nervioso periférico
El sistema nervioso se divide en dos partes: sistema nervioso central formado por el encéfalo y la médula espinal y sistema nervioso periférico que está formado por los nervios y ganglios nerviosos que se extienden fuera del sistema nervioso central.1 La función principal del sistema nervioso periférico es conectar el sistema nervioso central con los miembros y órganos. Carece de revestimiento óseo protector lo que lo diferencia del sistema nervioso central que está envuelto por el cráneo y la columna vertebral. 23 
Está compuesto por 12 pares de nervios craneales y 31 pares de nervios espinales, dando así un total de 43 pares de nervios. Cada uno de los nervios sigue un trayecto definido e inerva un sector específico del cuerpo. La división entre sistema nervioso central y sistema nervioso periférico es anatómica o estructural. Desde el punto de vista funcional el sistema nervioso puede dividirse en sistema nervioso somático que se controla de forma voluntaria y sistema nervioso autónomo que funciona de forma involuntaria o automática.

## Órganos de los sentidos
1. Por lo que respecta a los órganos de los sentidos, tacto, olfato, vista, gusto y oído son las más principales armas de las que disponemos los mamíferos para ocupar los más altos niveles en la escala evolutiva, aunque su nivel de agudeza varía de unos grupos animales a otros, especialmente en función de las condiciones de vida de los mismos. Por otra parte, algunos de ellos, además, desarrollan otros sistemas de percepción sensorial como la ecolocalización, la magnetocepción o la electrocepción.

### Tacto.

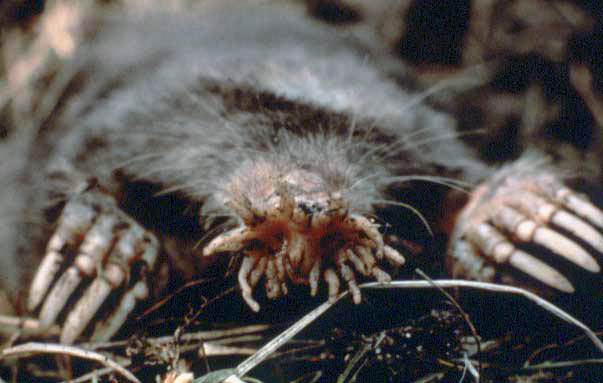
Los tentáculos nasales del topo estrellado (Condylura cristata).

El tacto está más desarrollado en los mamíferos que en otros vertebrados, llegando a alcanzar en algunas especies suma importancia. Pelos y vibrisas amplifican la capacidad de las terminaciones táctiles distribuidas por la superficie del organismo de los mamíferos.
Este sentido adquiere una importancia notable para muchas especies que habitan bajo el suelo, pues encuentran pareja debido a la percepción de las ondas sísmicas producidas por los golpes dados con la cabeza contra el techo de la galería por otros congéneres. Así ocurre con los topos, capaces de sentir vibraciones de la tierra circundante que les permite localizar movimientos en todos los sentidos y direcciones.
Los elefantes acostumbran golpear el suelo con la planta de sus extremidades, posiblemente para provocar el mismo efecto sísmico, cuyas ondas se transmiten por el suelo, pudiendo ser captadas por otros individuos a varios kilómetros de distancia.
Pero además el tacto es esencial para las relaciones sociales entre los individuos de muchas especies. Los delfines se desplazan en manadas manteniendo contacto físico unos individuos con otros mientras lo hacen. El contacto físico entre la madre y sus crías adquiere una importancia notoria en la mayor parte de las especies, llegando a límites extremos en el caso de los marsupiales o de algunos placentados como las musarañas.
Por lo que respecta a la importancia que este sentido tiene en las relaciones entre individuos, es en los primates en los que se pone más de manifiesto. La mayor parte de las especies, sobre todo aquellas más evolucionadas, presentan un comportamiento social con marcada estructura jerárquica, y las relaciones entre los individuos de cada grupo se establecen y mantienen por medio de un estrecho y persistente contacto físico consistente en acicalamientos, caricias e incluso abrazos.

### Olfato
El cerebro de los grandes mamíferos evolucionó por el olfato y el tacto
Unos sentidos del olfato y del tacto más precisos podrían haber sido cruciales para que los mamíferos sobrevivieran y prosperaran durante la etapa más temprana de nuestra historia de la evolución.
Se analizaron fósiles de hace 190 millones de años pertenecientes a dos de los géneros de mamíferos conocidos:                          Morganucodon            y        Hadrocodium. 
El olfato es uno de los más importantes sentidos en la mayor parte de las especies de mamíferos ya que no solo les proporciona información de lo que está pasando; también lo hace de lo que ha ocurrido y de lo que está por venir. En los humanos, está en continua regresión, basando nuestra relación con el exterior en los otros, y especialmente en la vista. Tampoco los cetáceos y otros mamíferos marinos desarrollan este sentido hasta el nivel que lo hacen la mayor parte de los terrestres, especialmente insectívoros y algunos carnívoros, en los que la propia anatomía de la cabeza hace intuir la importancia que tiene. El olor no es otra cosa que la estimulación química que determinadas sustancias, producen en el epitelio olfativo.
Parte de la mucosa nasal de la mayor parte de las especies mamíferas poseen células nerviosas especializadas capaces de transformar las señales químicas en corrientes eléctricas que son transportadas por los nervios olfatorios hasta el cerebro, donde se traducen en olores.
Algunas especies como el caballo (Equus caballus) o el impala (Aepyceros melampus) poseen además células olfativas en la mucosa bucal, conocidas como órgano de Jacobson.
En una red de galerías subterránea, los animales que se alimentan de invertebrados, pueden hacer uso de este sentido para seguir los rastros olfativos que dejan sus presas, y con tal objetivo , algunas especies han desarrollado órganos especiales como ocurre con el topo estrellado (Condylura cristata).
También adquiere una importancia especial en los que se alimentan de geofitas, puesto que al no producir movimiento ni sonido alguno, solo el olfato es útil para localizar el alimento percibiendo su aromo incluso a través de la tierra. De hecho, se ha comprobado que muchos roedores son capaces de cavar en línea recta entre un campo de y otro, lo que por un lado reduce el gasto energético al disminuir el trazado, y por otro evita pasar más de una vez por el mismo punto. Una vez que llegan a un área rica en alimentos, los túneles se ramifican para ampliar el área de cosecha.
Para muchas especies que pueblan la superficie el olfato es imprescindible para la localización de los alimentos. En general los animales oportunistas, los carroñeros, los insectívoros y los carnívoros siguen rastros olfativos procedentes de lo que podría ser un buen alimento, al igual que los que podrían convertirse en presas se sirven de él para detectar la proximidad de posibles predadores.
Y no solo es esencial en la consecución del alimento o la seguridad preventiva, sino que también resulta ser un instrumento básico para establecer las bases de las relaciones sociales entre los individuos. Delimitar un territorio, conocer el estado de receptividad sexual de una posible pareja o reconocer a los individuos que forman el grupo o la colonia requieren de la participación de este sentido, llegando a extremos en los que un olor puede ser una eficaz arma defensiva como muestran las mofetas, o provocar que una hembra sea capaz de abortar, como les ocurre a muchos roedores, entre ellos el ratón doméstico (Mus musculus) con las feromonas de los machos.
El olfato está estrechamente relacionado con el gusto y en algunas especies acuáticas es sustituido de forma más eficaz por éste al ser capaz de detectar sabores transportados por el agua. La información proporcionada por este sentido, adquiere gran importancia durante la alimentación al ser procesada en el cerebro para preparar al organismo para la posterior digestión.

### Vista
Casi todos los mamíferos tienen ojos, aunque la agudeza visual y la percepción de lo que las rodea, varía de unas especies a otras.
La vista humana es quizá la más compleja en lo referente a la especialización hacia la determinación de tonalidades en lugar de cambios en la intensidad de la luz como ha ocurrido en otras especies de la clase.
En la retina, distintos tipos de células captan la luz y la transforman en impulsos nerviosos (señales eléctricas) que, a través del nervio óptico alcanzan el cerebro.
- Los bastones, son las células encargadas de diferenciar la ausencia de la presencia de luz visible (blanco y negro),
- mientras que los conos, poseen fotopigmentos, capaces de captar las distintas longitudes de onda de la luz, traduciéndola en colores.

La capa de la mayoría de los mamíferos tiene colores o distribución de los mismos que tienden a camuflarlos, por lo que la capacidad del ojo de distinguir a sus semejantes, a presas o a depredadores por cambios de tonos con el medio circundante no ha sido tan necesaria como la de captar el movimiento de éstos para localizarlos y mantenerlos vigilados.
Así, la mayoría de los animales han evolucionado produciendo mayor cantidad de bastones en la retina, capaces de distinguir variaciones de intensidad de la luz que es realmente como se capta en el ojo el movimiento, mientras que algunas especies de primates, algunos roedores o carnívoros en los que la cantidad de conos en la retina es mayor, han conseguido colonizar los árboles y algunos de ellos además, alimentarse de frutos cuyo movimiento es escaso pero que, en cambio poseen variados y llamativos colores,
Otros, especialmente de hábitos nocturnos como numerosas especies de murciélagos, otros roedores o musarañas, parecen no poseer ninguna capacidad de visión en color, ya que los conos están prácticamente ausentes.
Entre unos y otros animales, la distinta proporción de ambos tipos de células, determina la capacidad de distinguir los colores, así como la gama de éstos, pues existen especies, como algunos felinos que aunque ven en color, solo son capaces de distinguir una gama limitada de estos.
La vista es un sentido de importancia secundaria en los animales que viven enterrados llegando a tener algunas especies, como los topos, una fina piel cubriendo los ojos. También los delfines de río, habitantes de aguas turbias, manifiestan una notable atrofia ocular.
El campo de visión también es un factor a tener en cuenta si se quiere sobrevivir. Los mamíferos poseen dos ojos situados a ambos lados de la región frontal de la cabeza, y mientras que en unas especies se orientan completamente hacia delante, en otras lo hacen lateralmente uno a cada lado de la cara. Los campos de visión de cada ojo se superponen en mayor o menor medida, y en este espacio de confluencia, conocido como grado de binocularidad, es donde los animales perciben la imagen de manera tridimensional, ubicándola en el espacio correctamente.
También la existencia de un hocico más o menos prominente afecta al campo de visión de los animales y por tanto al grado de binocularidad.
Animales como las grandes ballenas o el elefante africano, que poseen los ojos situados lateralmente, tienen un escaso campo de visión tridimensional, mientras que los primates, y muchas especies arborícolas como los perezosos o los cuscús poseen los ojos situados al frente, superponiéndose el campo de visión de ambos ojos en la mayor parte del área, de tal modo que su visión es estereoscópica y la sensación de tridimensionalidad completa.
La visión estereoscópica está relacionada con la precisión en la coordinación de los movimientos, de modo que se hace mucho más necesaria en aquellas especies cuya supervivencia depende de la precisión de sus movimientos. Por regla general es más frecuente en animales arborícolas que en terrestres, y dentro de éstos, los predadores que tienen que fijar un objetivo en movimiento y dirigirse a él con precisión, poseen un grado de binocularidad mayor que las presas, que sacrifican la capacidad de visión espacial en pro de un mayor campo de visión que les permita vigilar más eficientemente la ubicación de los predadores.
Muchas especies nocturnas o sometidos a la oscuridad de los océanos poseen una capa de células en el fondo del ojo, conocida como tapetum lucidum, cuya finalidad es reflejar la escasa luz recibida en el ojo para amplificar la señal que recibirá la retina.
Resulta particularmente curiosa la existencia de órganos sensoriales capaces de detectar las radiaciones del espectro infrarrojo que los vampiros comunes (Desmodus rotundus) poseen alrededor de sus pliegues nasales, algo que parece esencial pues es posible que les permita identificar la sangre de sus presas brillando a través de la piel. También algunos félidos son capaces de procesar con su vista el espectro infrarrojo.

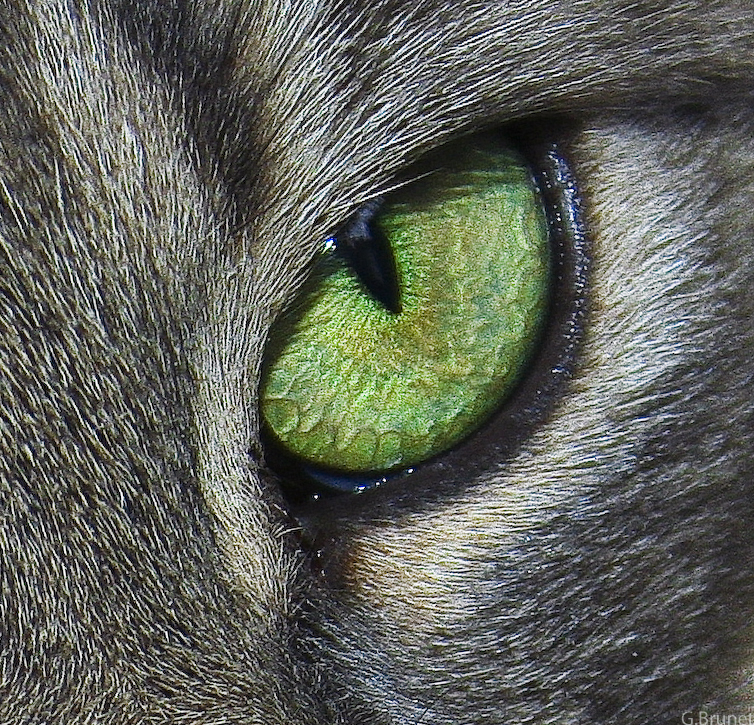
Ojo de felino
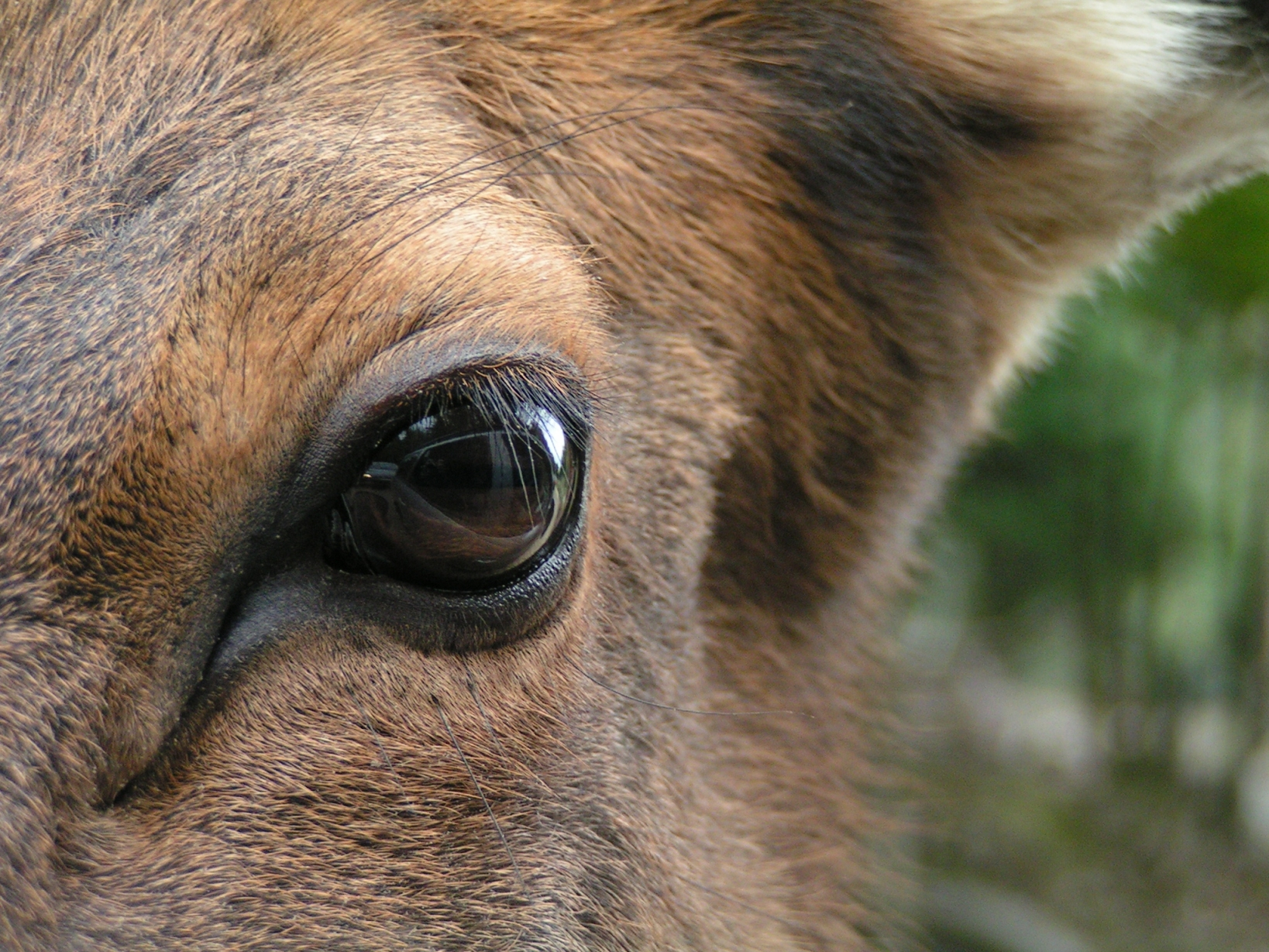
Ojo de cérvido
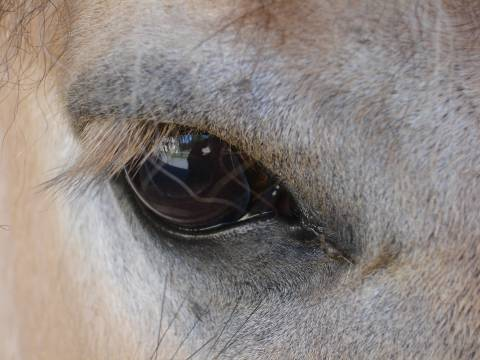
Ojo de équido
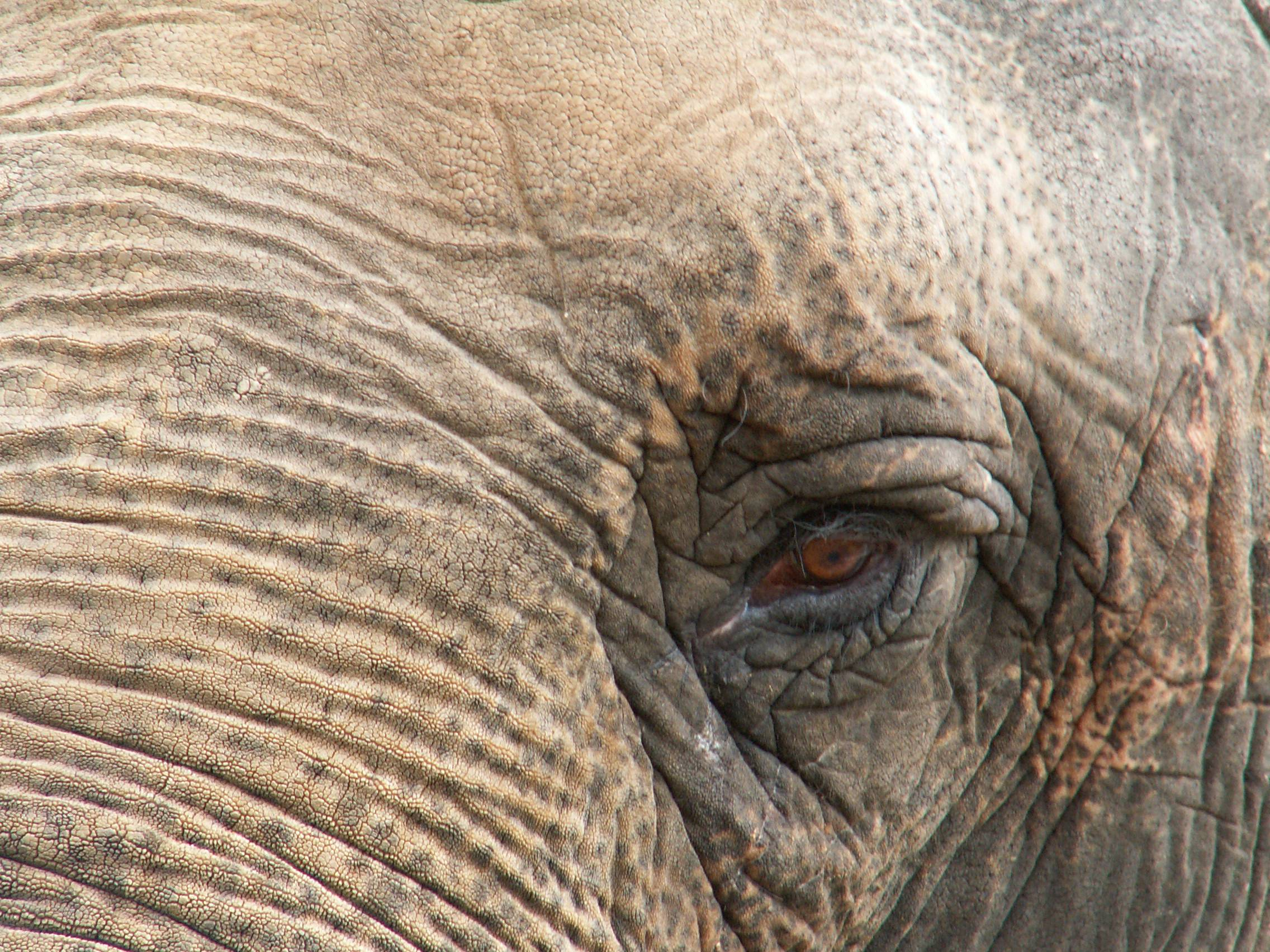
Ojo de proboscídeo

### Oído
La complejidad anatómica del oído de los mamíferos hace suponer la capacidad auditiva de estos animales.
El oído de los mamíferos modernos está formado por un pliegue de piel y cartílago llamado pabellón auditivo o pinna externa (que por lo general está bajo cierto control muscular); una membrana timpánica relativamente pequeña, hundida en una fosa; una cavidad llena de aire denominada oído medio que contiene los tres huesecillos del oído medio; y el oído interno, incluyendo una espiral llena de fluido llamada cóclea.
El sonido que incide sobre la membrana timpánica la hace vibrar. Las vibraciones son recogidas por el más exterior de los huesecillos del oído medio, el martillo , el cual tiene un proceso manubrio) que contacta con el tímpano. El movimiento del tímpano transmite la vibración al manubrio y al resto del martillo, desde donde pasan (energía sonora) al yunque y de allí al estribo o stapes. Este último hueso vibra contra una ventana que se abre hacia el oído interno desencadenando el movimiento del fluido que se halla en la cóclea, que es detectado por las estructuras ciliadas y enviado al cerebro en forma de impulsos nerviosos.
En la práctica, la disposición del martillo, yunque y estribo funciona como un sistema de palancas que magnifica las vibraciones recibidas a nivel del tímpano, aumentando su amplitud a lo largo de la cadena. Las vibraciones también son amplificadas mediante un sistema de pistón simple debido a que el área superficial del tímpano es mayor que la de la ventana hacia la cóclea.
Como ocurre con la vista, la existencia de dos oídos, situados a ambos lados de la cabeza, permite que pueda localizarse el punto de emisión del sonido dependiendo de la diferencia de tiempo al sentirlo por uno u otro.
El pabellón auditivo sirve de pantalla sobre la que se reflejan las ondas sonoras que acabarán penetrando en el oído. En los animales que habitan bajo tierra o los de hábitos acuáticos, el pabellón es inexistente o muy pequeño, y la abertura hacia el interior, puede está cubierta por piel o dotada de un sistema valvular, pero mientras que para los primeros el oído resulta ser de importancia secundaria debido a la dificultad que las ondas sonoras tienen para propagarse efectivamente por la tierra, los que habitan mares y ríos, particularmente los odontocetos (delfines) emplean el agua como un medio de difusión acústica consiguiendo transmitir la información a distancias que resultan imposibles a través del aire.

### Otros mecanismos de percepción sensorial
Otras especies además, parecen poseer capacidades hipersensoriales para desenvolverse en el hostil mundo que les rodea. Cómo orientarse en medio de un laberinto tridimensional de túneles sin poder valerse de marcas visuales es otro de los problemas que han tenido que eludir los animales que habitan bajo tierra.
Experimentos en laboratorio han puesto de manifiesto en varias especies que si se les modifica el campo magnético, cambian la ubicación de los nidos dentro de la galería situándolos exactamente con la misma orientación que tenían antes de girarlo.
Por otra parte, recientemente se han aislado por primera vez en cerebros de mamíferos, estructuras neuronales especializadas en la recepción magnética, ya que ni la vista, ni el olfato, ni el oído son de mucha utilidad en este medio en el que, por otra parte, tampoco son abundantes los recursos alimenticios.

## Comunicación y percepción

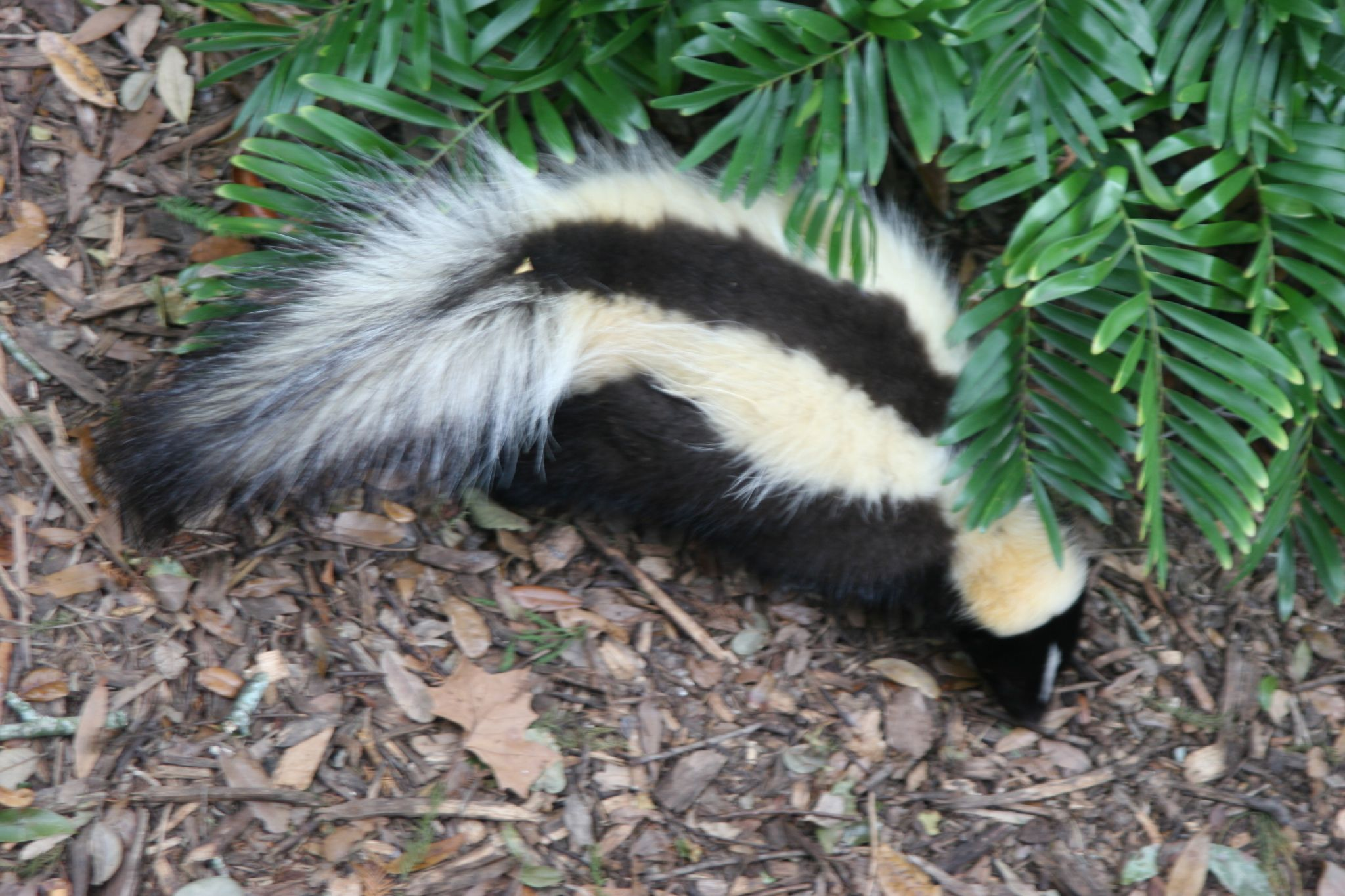
Las mofetas tienen un peculiar sentido de la comunicación olfativa.

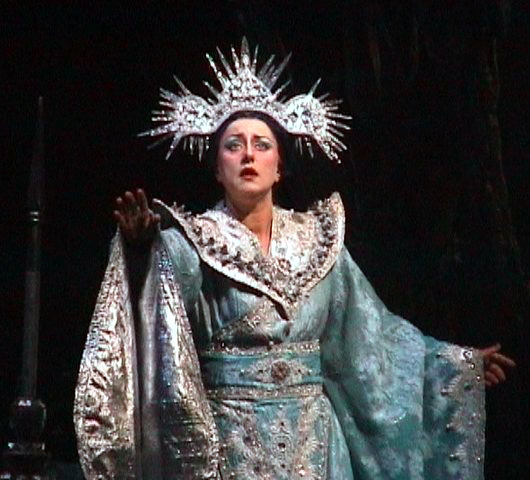
La capacidad vocal de los humanos no tiene igual en la naturaleza.

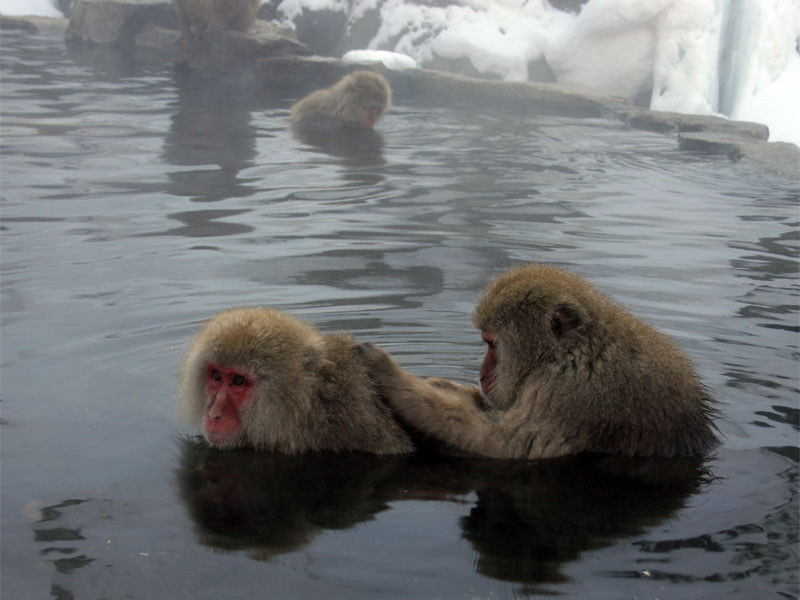
El sentido del tacto adquiere una carácter fundamental en las relaciones sociales entre muchos primates.

El olfato desempeña un papel dominante en muchos aspectos de la ecología de los mamíferos, incluyendo la alimentación, el apareamiento y la comunicación social. Muchos mamíferos utilizan feromonas y otras señales olfativas para comunicar la información sobre su estado, territorio, identidad o estado reproductivo del individuo o del grupo; tanto entre individuos de la misma especie como de especies distintas.
Estas señales proceden de la orina, las heces, o de secreciones producidas por glándulas específicas.
Algunas especies además, como ocurre con las mofetas (Mephitidae) utilizan estos recursos como métodos defensivos contra posibles predadores especialmente sensibles a determinadas sustancias químicas.
Por regla general, la capacidad auditiva de los mamíferos está bien desarrollada, llegando en algunas especies a ser el más importante de los órganos de los sentidos. Algunas especies, sin embargo, disponen de una capacidad auditiva mermada como es el caso de las musarañas.
Además, muchas de las especies de la clase tienen capacidad vocal, esto es que son capaces de emitir distintos sonidos con significados concretos. El hombre (Homo sapiens) es la especie que más ha desarrollado este aspecto. Pese a esto, paradójicamente, la especialización ha dado lugar a la incapacidad de comunicarse vocalmente entre individuos de la misma especie, por el desarrollo de diferentes idiomas.
La comunicación oral es usada en multitud de situaciones: la comunicación habitual entre madres e hijos, entre compañeros de grupo o incluso parejas eventuales, y además en numerosos contextos sociales como puede ser para comunicar la identidad del individuo o del grupo, alarmar de la presencia de depredadores, agresiones directas, defensa de territorios, así como en el cortejo y otros aspectos de la reproducción.
Los mamíferos también perciben su ambiente a través de sensaciones táctiles tanto en el pelo como en la piel. Existen además pelos especializados (las barbas, bigotes o más correctamente vibrisas) con una función sensorial, que permiten a un animal saber cuándo está en contacto con un objeto en su ambiente externo.
La piel es también un importante órgano sensorial, con porciones de la misma especialmente sensibles a los estímulos táctiles, ayudando en funciones específicas como la alimentación, como es el caso de los dedos de los primates o los tentáculos nasales del topo estrellado.
El tacto también tiene muchas funciones relacionadas con la comunicación, y se asocia a menudo al comportamiento social como ocurre en el cortejo de muchas especies, entre ellas el hombre.
La visión está bien desarrollada en una gran cantidad de mamíferos, aunque en algunas otras es secundario o casi nula como ocurre en el caso de los animales subterráneos, acuáticos o voladores.
Muchos animales nocturnos tienen ojos relativamente grandes, bien desarrollados. La visión puede ser importante en la alimentación, los desplazamientos, el control horario o estacional, la comunicación, y casi todos los aspectos del comportamiento y de la ecología de los mamíferos.